# Seregno Football Club 1934-1935
Questa voce raccoglie le informazioni riguardanti il Seregno Football Club nelle competizioni ufficiali della stagione 1934-1935.

## Rosa
| N. |                   | Ruolo | Calciatore            |
| -- | ----------------- | ----- | --------------------- |
|    | Italia (bandiera) | A     | Guglielmo Arienti (I) |
|    | Italia (bandiera) | D     | Felice Arienti (II)   |
|    | Italia (bandiera) | D     | Virginio Ballabio     |
|    | Italia (bandiera) | A     | Aldo Boffi            |
|    | Italia (bandiera) |       | Bonacina              |
|    | Italia (bandiera) | D     | Virginio Bonati       |
|    | Italia (bandiera) | C     | Vincenzo Bonora       |
|    | Italia (bandiera) | C     | Cervilli              |
|    | Italia (bandiera) | A     | Ansperto Consonni     |
|    | Italia (bandiera) |       | Formenti I            |
|    | Italia (bandiera) | A     | Formenti II           |
|    | Italia (bandiera) | A     | Franco Galli          |
|    | Italia (bandiera) | C     | Luigi Giunta          |

| N. |                   | Ruolo | Calciatore     |
| -- | ----------------- | ----- | -------------- |
|    | Italia (bandiera) | C     | Giussani       |
|    | Italia (bandiera) | C     | Angelo Longoni |
|    | Italia (bandiera) |       | Lui            |
|    | Italia (bandiera) | D     | Mariani        |
|    | Italia (bandiera) |       | Mariani I      |
|    | Italia (bandiera) |       | Mariani II     |
|    | Italia (bandiera) | P     | Mauri          |
|    | Italia (bandiera) | C     | Miot           |
|    | Italia (bandiera) | P     | Pietro Poietti |
|    | Italia (bandiera) |       | Turati         |
|    | Italia (bandiera) | A     | Gino Uggè      |
|    | Italia (bandiera) | C     | Carlo Villa    |